# Simen Spieler Nilsen
Simen Spieler Nilsen (Arendal, 4 augustus 1993) is een Noorse voormalige langebaanschaatser. Hij is lid van Arendal Skøiteklub.
Nilsen een allrounder. Hij werd wereldkampioen tijdens het WK junioren 2010 in Moskou op de ploegenachtervolging met teamgenoten Havard Lorentzen en Sverre Lunde Pedersen. Ze versloegen Korea met drie honderdsten in de finale. Tijdens de kwalificatie verbeterden ze het wereldrecord junioren met 3.50,02. In januari 2012 maakte hij zijn debuut bij het EK allround in Boedapest.

## Privé
Simen Spieler Nilsen had een relatie met de Noorse schaatsster Hege Bøkko.

## Records

### Persoonlijke records
| Afstand      | Tijd     | Datum            | Baan           |
| ------------ | -------- | ---------------- | -------------- |
| 500 meter    | 35,72    | 28 februari 2015 | Calgary        |
| 1000 meter   | 1.11,64  | 22 november 2014 | Calgary        |
| 1500 meter   | 1.45,40  | 6 december 2017  | Salt Lake City |
| 3000 meter   | 3.44,04  | 5 februari 2018  | Gangneung      |
| 5000 meter   | 6.13,81  | 10 december 2017 | Salt Lake City |
| 10.000 meter | 13.12,96 | 19 november 2017 | Stavanger      |

### Wereldrecords
| Nr.  | Afstand                  | Tijd     | Datum         | Baan   |
| ---- | ------------------------ | -------- | ------------- | ------ |
| jr1. | Achtervolging (junioren) | *3.50,02 | 14 maart 2010 | Moskou |

* samen met Håvard Holmefjord Lorentzen en Sverre Lunde Pedersen

## Resultaten
| Jaar | EK Allround | WK Allround | WK Afstanden                | Olympische Spelen                    | WK Junioren                       |
| ---- | ----------- | ----------- | --------------------------- | ------------------------------------ | --------------------------------- |
| 2010 |             |             |                             |                                      | ( -, 20e, -, 9e) · Achtervolging  |
| 2011 |             |             |                             |                                      | · (10e, , 5e, ) · Achtervolging   |
| 2012 | NC25        |             |                             |                                      | · (8e, , 13e, ) · Achtervolging   |
| 2013 | NC14        | NC15        | 5e Achtervolging            |                                      | · (6e, 4e, , ) · 4e Achtervolging |
| 2014 |             |             |                             | 36e 1500m 25e 5000m 5e Achtervolging |                                   |
| 2015 | NC13        | NC14        | 20e 5000m 7e Achtervolging  |                                      |                                   |
| 2016 |             | NC10        | Achtervolging               |                                      |                                   |
| 2017 | NC11        | NC19        | 11e 10.000m · Achtervolging |                                      |                                   |
| 2018 |             | NC12        |                             | 13e 5000m · Achtervolging            |                                   |

2006: Anesi/Donagrandi/Fabris/Sanfratello ·
2010: Morrison/Giroux/Makowsky ·
2014: Blokhuijsen/Kramer/Verweij ·
2018: Bøkko/Henriksen/Nilsen/Pedersen ·
2022: Engebråten/Kongshaug/Pedersen